# Myodocopida

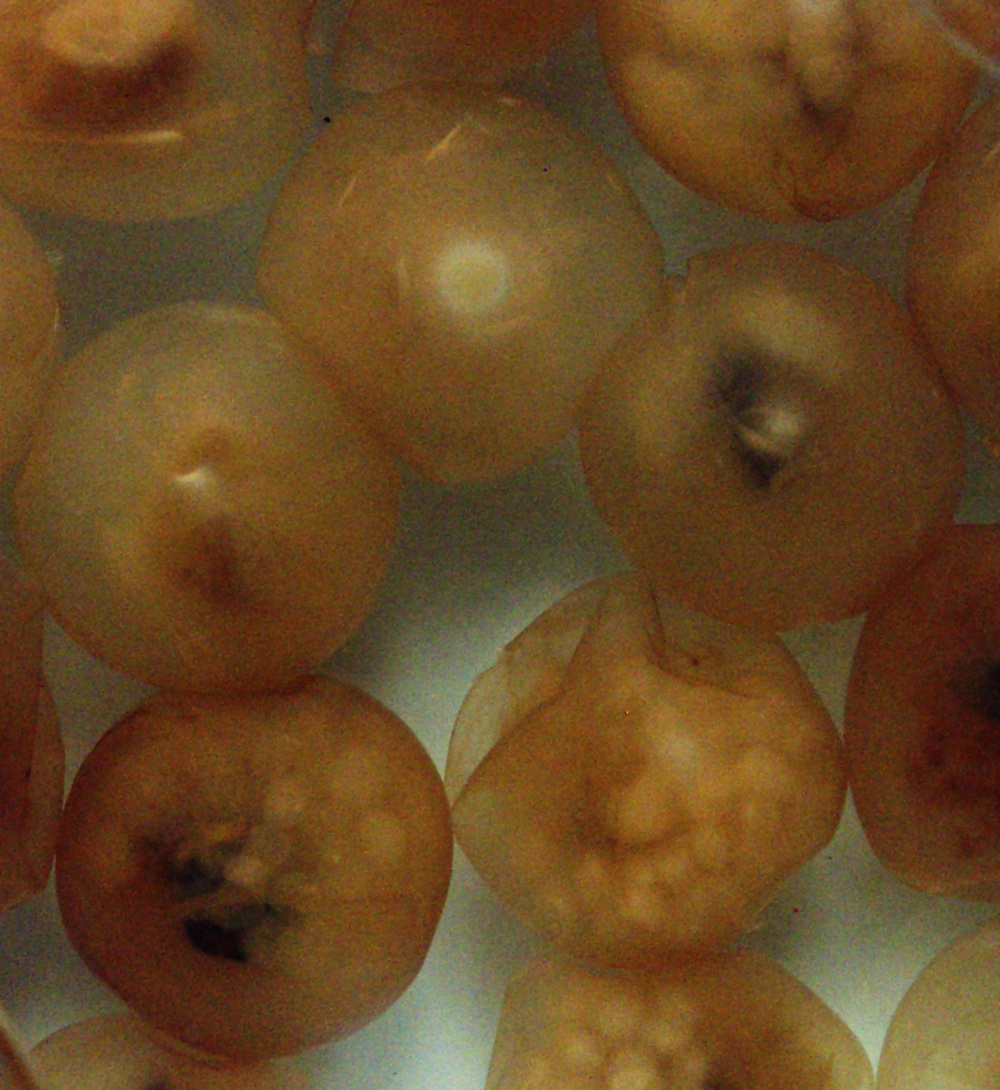
Przedstawiciele rodzaju Gigantocypris

Myodocopida – rząd skorupiaków z gromady małżoraczków i podgromady Myodocopa.

## Opis
Przedstawiciele rzędu mają w przednich częściach obu klap karapaksu wcięcia do wysuwania czułków. Druga para czułków jest u nich dwugałęzista, przy czym gałąź zewnętrzna jest większa od wewnętrznej. Odnóża tułowiowe występują w liczbie dwóch par, przystosowanych do pływania. Występuje u nich serce oraz para oczu złożonych. Należą tu największe małżoraczki o długości ponad 2 cm, w tym największy współcześnie żyjący małżoraczek, Gigantocypris agassizi, osiągający 2,3 cm długości. Niektóre gatunki zdolne są do bioluminescencji.

## Występowanie
Małżoraczki współcześnie są wyłącznie morskie, głównie głębinowe, przydenne i wiercące, niektóre należą do planktonu lub nektonobentosu.

## Systematyka
Takson znany od wczesnego syluru. Gatunki współcześnie żyjące należą do 1 podrzędu i 5 rodzin:
- podrząd: Myodocopina Sars, 1866
  - nadrodzina: Cypridinoidea Baird, 1850
    - rodzina: Cypridinidae Baird, 1850

  - nadrodzina: Cylindroleberidoidea Müller, 1906
    - rodzina: Cylindroleberididae Müller, 1906

  - nadrodzina: Sarsielloidea Brady et Norman, 1896
    - rodzina: Philomedidae Müller, 1906
    - rodzina: Rutidermatidae Brady et Norman, 1896
    - rodzina: Sarsiellidae Brady et Norman, 1896